# Trust Bank (Gambia)

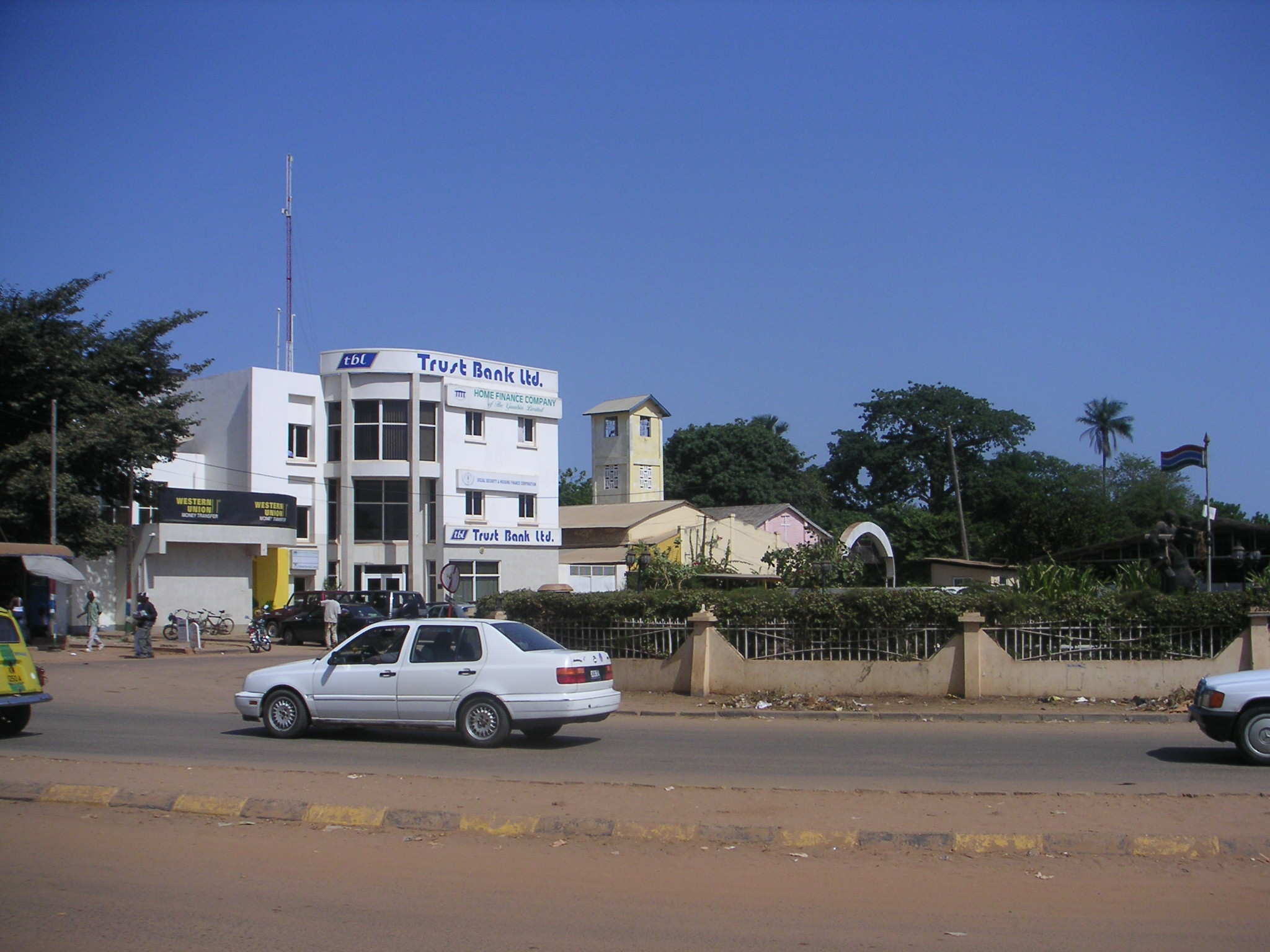
Eine Filiale in Serekunda

Die Trust Bank Ltd. ist ein Kreditinstitut im westafrikanischen Staat Gambia. Das von Pa Makoumba Njie geleitete Unternehmen mit Geschäftssitz in der Hauptstadt Banjul ist das führende Kreditinstitut des Landes. Neben den üblichen Bankdiensten für Privat- und Geschäftskunden wird auch Internet-Banking vorbereitet.
Die Aktien der am 3. Juli 1997 gegründeten Bank werden seit dem 15. November 2002 an der Börse von Accra (Ghana), der Ghana Stock Exchange, gehandelt. Trust Bank ist damit das erste und bislang (2006) einzige gambische Unternehmen, dessen Aktien an einer Börse gehandelt werden. Die rund 940 Aktionäre sind neben Bankangestellten Einzelpersonen und Institutionen in Gambia und Ghana.
Der Unternehmenssitz in Banjul liegt an der Ecowas Avenue in der Nachbarschaft der Zentralbank. Die Bank unterhält ein Filialnetz, das elf Niederlassungen umfasst: zwei in Serekunda und je eine in Banjul, Yundum (Banjul International Airport), Serekunda-Latri Kunda, Soma, Farafenni, Brikama, Kololi, Basse Santa Su und Bakau.

## Ehrungen und Auszeichnungen
- 2010: Order of the Republic of The Gambia (Officer)[2]